# الحواير (المخادر)

تعديل مصدري - تعديل

الحواير هي إحدى قرى عزلة بني سرحة بمديرية المخادر التابعة لمحافظة إب، بلغ تعداد سكانها 515 نسمة حسب تعداد اليمن لعام 2004.